# جودي بلفور
جودي بلفور (بالإنجليزية: Jodi Balfour)‏ هي ممثلة جنوب أفريقية، ولدت في 29 أكتوبر 1987 في كيب تاون في جنوب أفريقيا.

## أعمال

### مسلسلات
- في

## وصلات خارجية
- جودي بلفور على موقع IMDb (الإنجليزية)
- جودي بلفور على موقع ألو سيني (الفرنسية)
- جودي بلفور على موقع أول موفي (الإنجليزية)
- جودي بلفور على موقع قاعدة بيانات الفيلم (الإنجليزية)
- جودي بلفور على موقع كينوبويسك (الروسية)